# Río Potrerillo
Río Potrerillo är ett vattendrag i Chile.   Det ligger i regionen Región de Atacama, i den centrala delen av landet, 500 km norr om huvudstaden Santiago de Chile.
Omgivningen kring Río Potrerillo är ofruktbar med lite eller ingen växtlighet. Området är nästan obefolkat, med mindre än två invånare per kvadratkilometer.